# Pseudalus leos
Pseudalus leos là một loài bướm đêm thuộc phân họ Arctiinae, họ Erebidae.